# 高橋赳太郎
高橋赳太郎（たかはし きゅうたろう，1859年（安政6年）7月—1940年（昭和15年）12月21日），日本剑术家，無外流、津田一伝流。大日本武徳会劍道範士，警察。諱高運。